# Elżbieta Grabska-Wallis
Elżbieta Grabska-Wallis (ur. 19 stycznia 1931 w Warszawie, zm. 11 czerwca 2004 tamże) – polska historyk sztuki, doktor nauk historycznych.

## Życiorys
W latach 1948–53 studiowała na Uniwersytecie Warszawskim (dyplom jako magister filozofii w zakresie historii sztuki) oraz w Akademii Sztuk Pięknych (konserwacja malarstwa).
Była współorganizatorką wydarzeń artystycznych okresu „odwilży”: ”Ogólnopolskiej Wystawy Młodej Plastyki „Przeciw wojnie – przeciw faszyzmowi” w warszawskim Arsenale (1955) i wystawy Junge Generation (1956).
Pracowała w Instytucie Historii Sztuki UW od 1951 do 1981. W latach 1955–1956 była redaktorem działu plastyki „Przeglądu Kulturalnego”. W 1963 uzyskała doktorat nauk historycznych na podstawie rozprawy Apollinaire i teoretycy kubizmu w latach 1908-1918, opublikowanej w 1966 roku. W 1972 została odznaczona Srebrnym Krzyżem Zasługi. Od 1982 do 1992 roku pracowała w Instytucie Historii Sztuki KUL, m.in. prowadząc monograficzne wykłady o twórczości Brancusiego, Gauguina, Kandinsky’ego, Picassa. 
Należała do Polskiej Zjednoczonej Partii Robotniczej, z której wystąpiła w 1968 w proteście przeciwko inwazji na Czechosłowację. 23 sierpnia 1980 dołączyła do apelu 64 uczonych, pisarzy i publicystów do władz komunistycznych o podjęcie dialogu ze strajkującymi robotnikami.
Autorka szeregu prac z zakresu historii sztuki. Była wnuczką poetki Bronisławy Ostrowskiej i rzeźbiarza Stanisława Ostrowskiego.
Zmarła w 2004 w Warszawie, została pochowana na cmentarzu leśnym w Laskach.

## Niektóre publikacje i opracowania

### Publikacje
- Apollinaire i teoretycy kubizmu w latach 1908–1918, Wyd. PIW 1966
- Kim może być artysta-rzeźbiarz na emigracji?: o ostatnich latach życia Stanisława K. Ostrowskiego / Elżbieta Grabska ; [Stowarzyszenie "Wspólnota Polska". Ośrodek do Spraw Polskiego Dziedzictwa Kulturowego poza Granicami Kraju w Warszawie, Instytut Sztuki Polskiej Akademii Nauk – Warszawa : Wspólnota Polska, 2005
- "Moderne" i straż przednia: Apollinaire wśród krytyków i artystów 1900–1918, Towarzystwo Autorów i Wydawców Prac Naukowych „Universitas”, Kraków 2003

### Opracowania
- Artyści o sztuce: od van Gogha do Picassa / wybrały i oprac. E. Grabska, H. Morawska; Katedra Historii Sztuki Nowoczesnej i Krytyki Artystycznej Uniwersytetu Warszawskiego. – Kraków : Państwowe Wydawnictwo Naukowe, 1963; wznowienia 1969, 1977
- Joris Karl Huysmans o sztuce / wybór, oprac. i wstęp Elżbiety Grabskiej ; przeł. [z ang.] Halina Ostrowska-Grabska ; Instytut Sztuki Polskiej Akademii Nauk. – Wrocław [i in.]: Zakład Narodowy im. Ossolińskich. Wydawnictwo PAN, 1969
- Moderniści o sztuce / wybrała, oprac. i wstępem opatrzyła Elżbieta Grabska. – Warszawa : Państ. Wydaw. Naukowe, 1971
- Historia doktryn artystycznych: wybór tekstów. Cz. 2, Teoretycy, artyści i krytycy o sztuce 1700–1870 / wybór, przedmowa i komentarz. Elżbieta Grabska i Maria Porzęcka. – Warszawa: Państwowe Wydawnictwo Naukowe, 1974
- Dzieła czy kicze? / pod red. Elżbiety Grabskiej i Tadeusza J. Jaroszewskiego; [przedm. E. Grabska]. – Warszawa : Państwowe Wydawnictwo Naukowe, 1981

## Życie prywatne
Córka Haliny Ostrowskiej-Grabskiej i Zdzisława Grabskiego, synowa prof. Mieczysława Wallisa i opiekunka jego spuścizny rękopiśmienniczej. Jej mężem był socjolog Aleksander Wallis (1930-1984).